# Họ Cá dưa
Họ Cá dưa (danh pháp khoa học: Muraenesocidae), trong tiếng Anh gọi là pike conger là một họ cá trong bộ Cá chình (Anguilliformes) phân bố tại các vùng biển nhiệt đới và cận nhiệt đới, một vài loài trong họ này thỉnh thoảng sống ở nước mặn. Nhóm cá dưa thường chỉ gặp trong khu vực Ấn Độ và Thái Bình Dương. Nhóm cá dưa tương đối hẹp chỉ gồm 6 chi có tổng cộng khoảng 15 loài sinh sống trong các vùng biển nhiệt đới Đại Tây Dương, Ấn Độ Dương và Thái Bình Dương.

## Đặc điểm
Các loài cá khá hung dữ trong họ này dài từ 65 đến 250 cm (2,13 đến 8,20 ft) và sinh sống tại nhiều môi trường khác nhau từ nơi cửa sông, đến vùng ven biển và có loài sống nơi tầng nước sâu đến hơn 300m. Muraenesocidae sống vùi mình dưới bùn đáy và chỉ ra kiếm ăn ban đêm. Chúng dùng hàm răng sắc và bén để tấn công con mồi gồm các cá, hải sinh nhỏ hơn. Họ cá Muraenesocidae còn có thêm vài loài khác, sinh sống tại các vùng biển từ Đông Nam Á xuống đến châu Úc.
Một số loài còn sinh sống trong vùng nước lợ. Cá dưa có cơ thể hình trụ, da không vảy, đầu hẹp với mắt to và răng khỏe. Các vây lưng của chúng bắt đầu phía trước các vây ức khá phát triển.

## Các chi
Hiện tại họ này ghi nhận 15 loài trong 6 chi:
- Congresox: 2 loài.
- Cynoponticus: 3 loài.
- Gavialiceps: 5 loài.
- Muraenesox: 3 loài.
- Oxyconger: 1 loài (Oxyconger leptognathus).
- Sauromuraenesox: 1 loài (Sauromuraenesox vorax).

## Một số loài
Trong số 6 chi, chỉ có 2 chi Congresox và Muraenesox là có những loài cá đáng chú ý như sau:
- Congresox talabonoides: (đồng nghĩa: Muraenesox talabonoides) thường được gọi là cá lạt vàng. Đầu và thân màu vàng nhạt, cũng dài trung bình 1,5 đến 2m (có thể đến 2,5 m), tiết diện thân 5,5 cm, nặng 600 gram. Cá sinh sống trong vùng biển Ấn Độ, Indonesia và ngoài khơi HongKong, thường bị đánh bắt nơi ven biển, ở độ sâu 50m.
- Muraenesox bagio (Common pike conger). Thân và đầu màu xám nhạt, sinh sống trong vùng biển Nhật Bản xuống tới bắc châu Úc. Dài trung bình 1,8m
- Congresox talabon (cá dưa, Yellow pike-conger)
- Congresox talabonoides (cá lạt, Indian pike-conger)
- Muraenesox cinereus (cá dưa bạc, Daggertooth pike conger).

## Thư viện

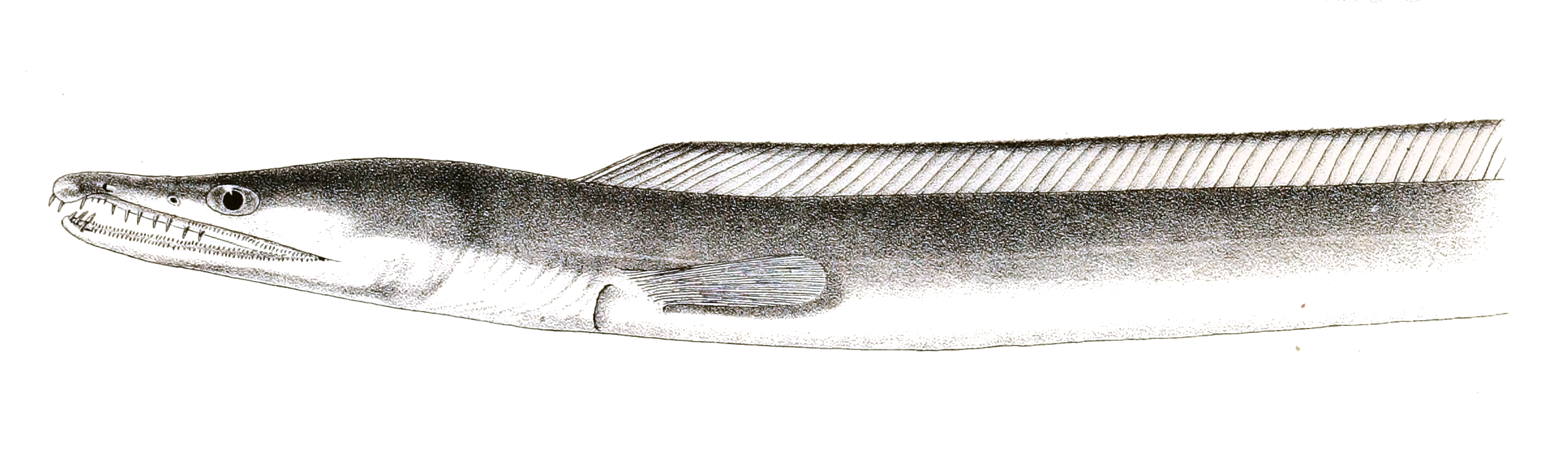
Congresox talabon
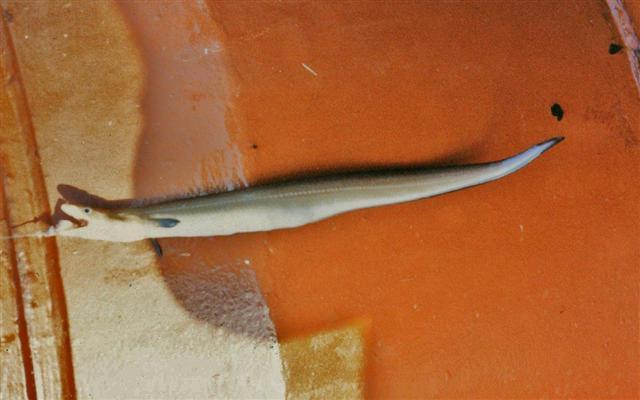
Cynoponticus coniceps
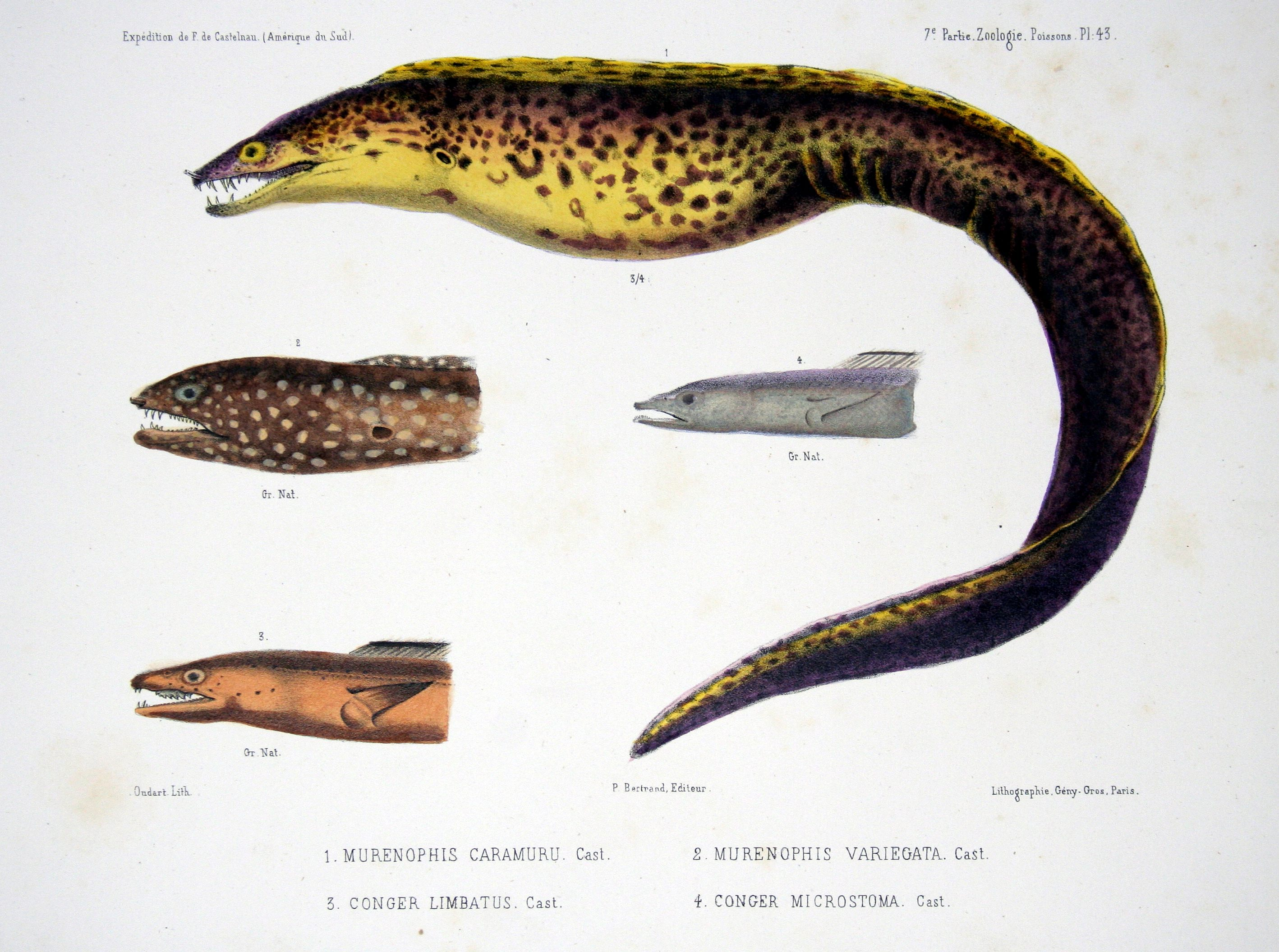
Cynoponticus savanna
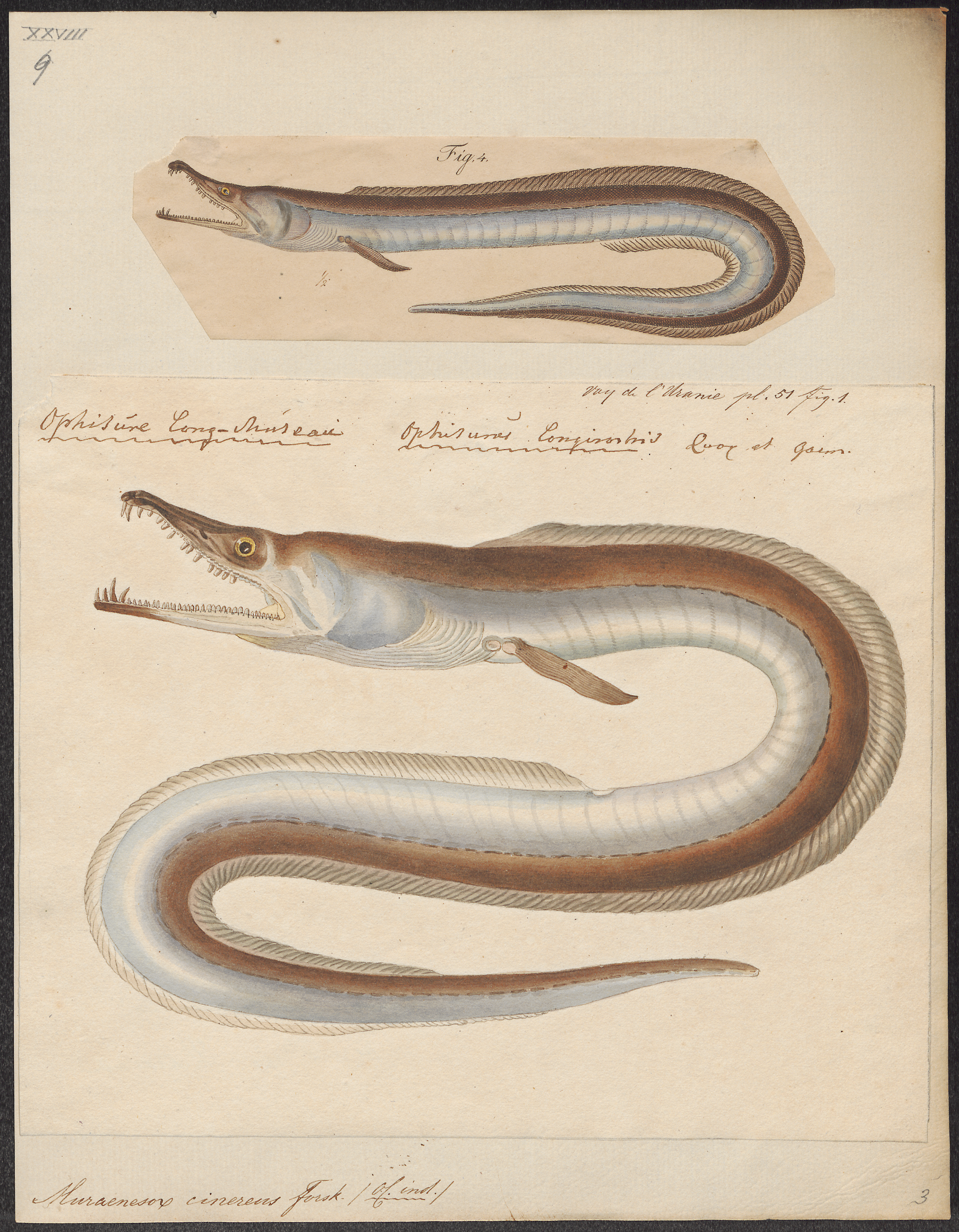
Muraenesox cinereus